# Stenopseustes aeger
Stenopseustes aeger là một loài bọ cánh cứng trong họ Cerambycidae.